# FAMAS
FAMAS (Fusil d'Assaut de la Manufacture d'Armes de Saint-Étienne) er et stormgevær fra Frankrig.
Geværet blev designet og produceret af den franske våbenproducent MAS, som nu er en del af Nexter, i byen Saint-Étienne. FAMAS er standardgevær i Frankrigs væbnede styrker.